# Oktoberfest

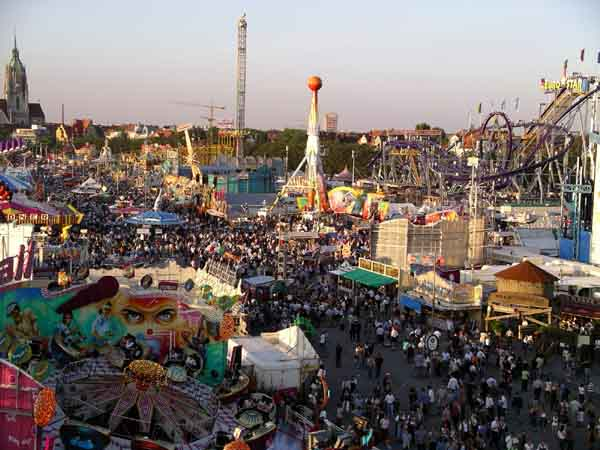
Látkép az óriáskerékről (2003)

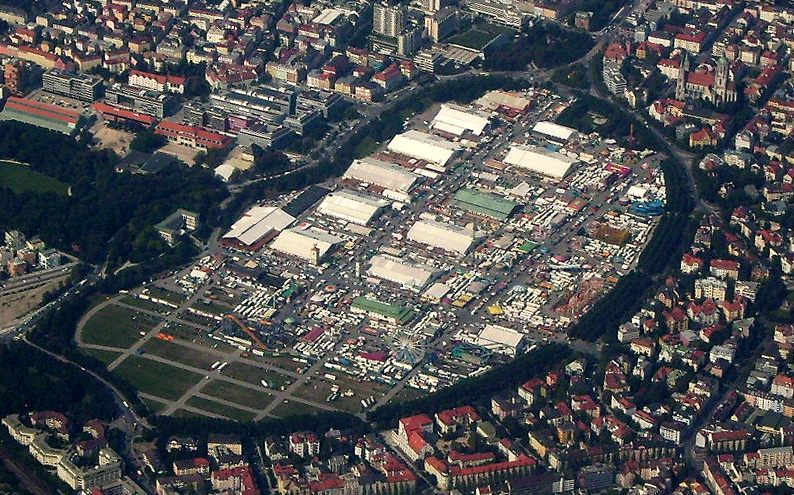
Légifelvétel egy nappal a kezdés előtt (2006)

A müncheni Oktoberfest (a németek a helyszín után „Wiesn”-nek is nevezik) a világ egyik legnagyobb népünnepélye. 1810 óta évről évre több millió ember látogatja a Theresienwiesén megtartott eseményt. Erre az alkalomra a müncheni sörfőzdék különleges sört főznek (Wiesnbier), amely nagyobb alkoholtartalmú a szokásosnál.

## Története

### Az első Oktoberfest
Az Oktoberfest története – összehasonlítva a többi tradicionális német népünnepéllyel – viszonylag rövid. Először 1810. október 12-én rendezték meg. Lajos trónörökös herceg (a későbbi I. Lajos király) feleségül vette Terézia Sarolta szász hercegnőt, és München város egész lakossága hivatalos volt az ünnepségre. A müncheni városfal melletti réten nagyszabású lovasversenyt hirdettek az esküvő alkalmából. Azóta hívják azt a mezőt Theresienwiesének („Terézia-mező”).
Mivel Lajos királyt nagyon érdekelte az antik Görögország, azt javasolta alattvalóinak, hogy az eseményt az antik olimpiai játékok mintájára rendezzék. A javaslatot izgatottan elfogadták, így az első években az Oktoberfest túlnyomóan sportos jellegű volt. A bajor királyi udvar a lakosság legnagyobb örömére úgy döntött, hogy a lovasversenyt a következő évben is megismétlik.

### 19. század

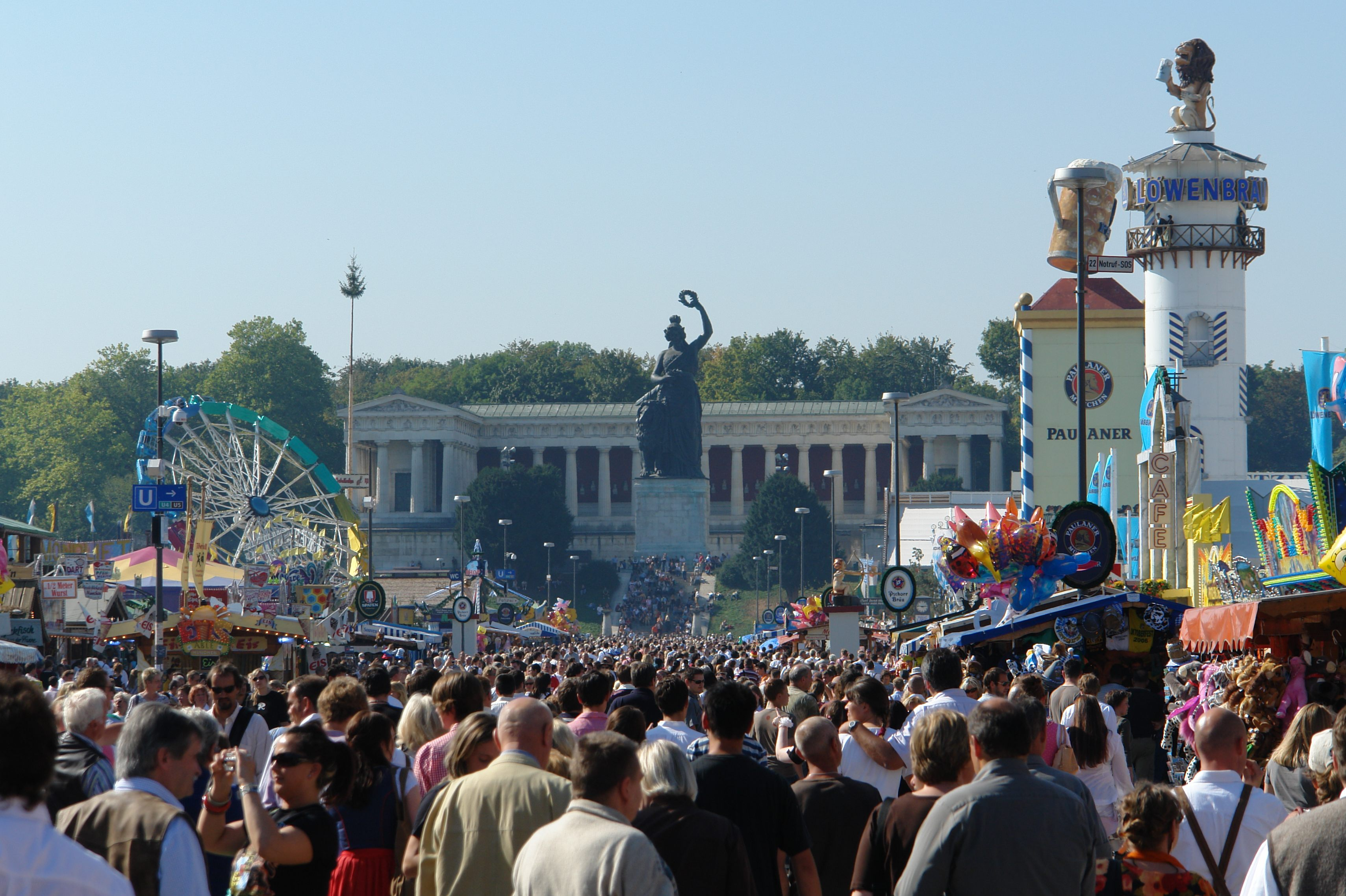
A Bavaria szobor

1813-ban nem tudták megtartani az Oktoberfestet a napóleoni háborúk miatt, de ezután a fesztivál évről évre nagyobb lett. A lóversenypálya mellé mászókákat, tekepályákat, libikókákat telepítettek. Az első körhintát 1818-ban állították fel itt. A sorsjegyárusok elsősorban a szegényebb városlakókat vonzották, mivel itt porcelánt, ezüstöt, és ékszereket nyerhettek. 1819-ben a müncheni városatyák vették át a fesztivál vezetését. Ettől kezdve az Oktoberfestet minden évben megünnepelték.
1850 óta látható a majdnem 20 méter magas Bavaria szobra a fesztiválréten. A Bavaria lábainál 1853-ra felépült a Ruhmeshalle (hírességek csarnoka). A következő évek során a fesztiválok elmaradtak kolerajárvány miatt kétszer is, egyszer 1854-ben, majd 1873-ban. 1866-ban a porosz–osztrák háború miatt, 1870-ben pedig a német–francia háború miatt nem rendezték meg az eseményt.
A 19. század végére az Oktoberfest egyre inkább a mai népünnepélyhez kezdett hasonlítani. Hosszabb ideig tartott, és többnyire a még kellemesen meleg szeptemberre időzítették. Azóta már csak az ünnepség utolsó hétvégéje nyúlik át októberbe. 1880-tól engedélyezte a városvezetés a sör árusítását, és 1881-ben nyitott ki az első sültcsirke-árus. Elektromos fény világította meg a több mint 400 bódét és sátrat. Azért, hogy több ülőhelyet tudjanak biztosítani a látogatóknak, és termet a zenekaroknak, a sörfőzdéket nagy sörsátrakba helyezték át. Ezzel egyidőben a fesztivál egyre több mutatványost és körhintást vonzott, akik a hangulat fokozásáról gondoskodtak.

### 20. század

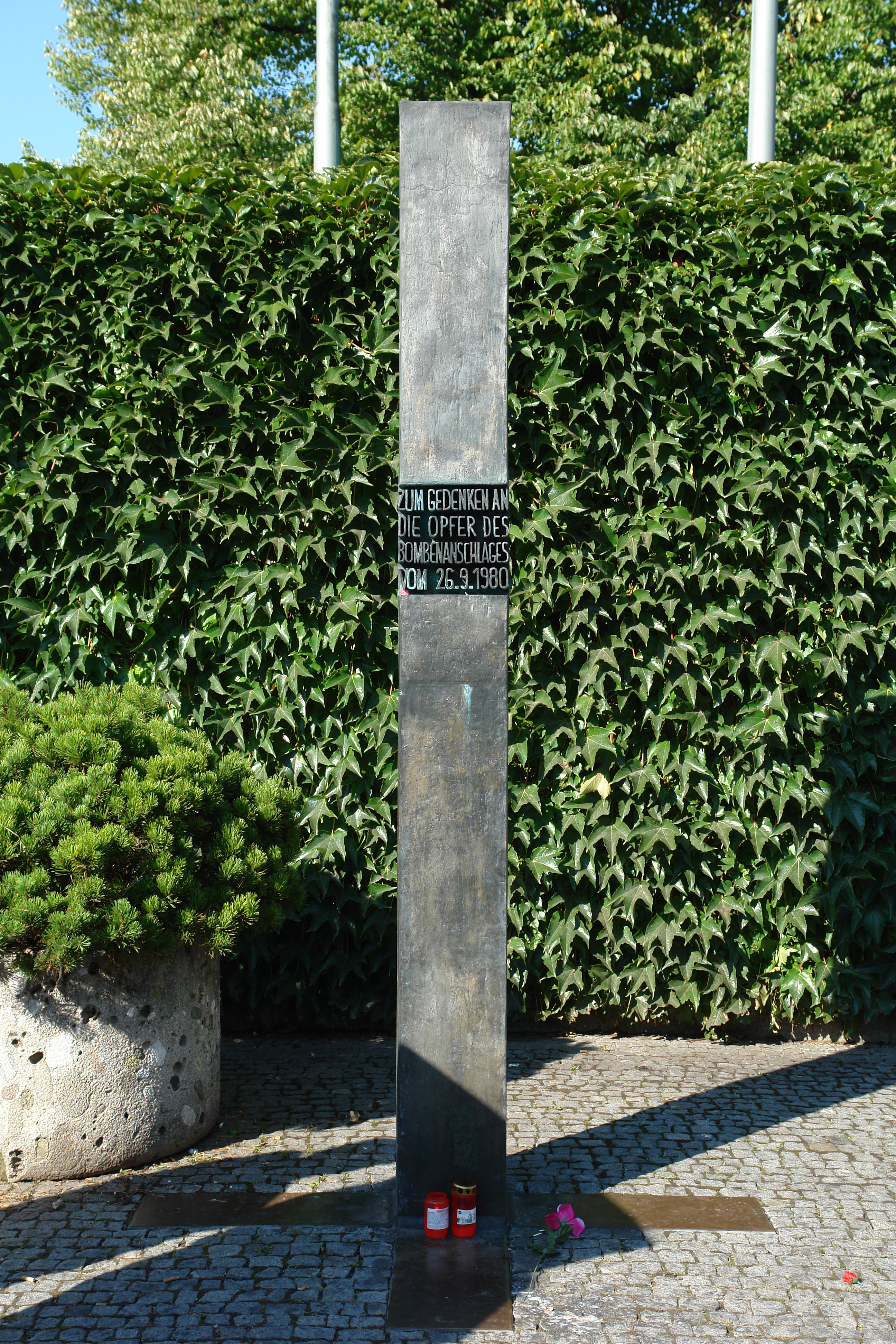
A merénylet helyén álló emlékmű

1910-ben ünnepelte a fesztivál a 100. születésnapját, ebből az alkalomból 12 000 hektoliter sört mértek ki. A Bräuroslban, az akkori legnagyobb sátorban 12 000 vendég foglalhatott helyet. Ma a fesztivál legnagyobb sörsátra a 10 000 férőhelyes Hofbräu-Festhalle.
1914-től 1918-ig nem tartották meg a rendezvényt az első világháború miatt. 1919–1920-ban csak egy kisebb őszi fesztivált rendeztek, 1923–1924-ben pedig az infláció volt az ok a halasztásra. A második világháború alatt (1939–1945) végig elmaradt az Oktoberfest. A háború utáni években, 1946 és 1948 között ismét csak kisebb őszi fesztivál keretében ünnepeltek. 2020-ban és 2021-ben a Covid-világjárvány miatt maradt el az esemény. A fennállása óta így eddig 26-szor maradt el az Oktoberfest.
1950-ben a főpolgármester, Thomas Wimmer az azóta tradicionálissá váló mozzanattal nyitotta meg a fesztivált, egy csapra vert söröshordó csapját egy kalapács segítségével leütötte. Az ezt követő évtizedekben fejlődött az Oktoberfest a világ legnagyobb népünnepélyévé. A lovasversenyt a háború után, a 150. fesztivált kivéve (1960), már nem rendezték meg.
1980. szeptember 26-a tragikus dátum az Oktoberfest történelmében. A fesztivál főbejáratánál egy bomba robbant. A merényletnek 13 halálos áldozata volt, több mint 200 sebesülttel.

### Az Oktoberfest napjainkban
Az Oktoberfest ma már évente több mint 6 millió látogatót vonz. Egyre nagyobb számban található köztük külföldi, főleg olaszok, amerikaiak, japánok, és ausztrálok.
Az utóbbi években növekvő problémát jelent a látogatók körében a túlzott alkoholfogyasztás. Ennek szeretnének gátat szabni az illetékes szervezők a „Nyugodt Wiesn” koncepcióval. A sátrakat arra kötelezik, hogy 18 óráig csak tradicionális fúvószenét játszhatnak, a maximális hangerőt pedig 85 dB-ben szabták meg. A sláger- és a popzene csak esténként szólhat. Ezáltal az Oktoberfest a családok és az idősek számára is elérhető maradt, az évek alatt megszokott hangulat megtartásával.

## Fesztiválsátrak
Az Oktoberfesten a müncheni sörfőzdék, Spaten-Franziskaner-Bräu, Augustiner, Paulaner, Hacker-Pschorr, Hofbräu és Löwenbräu saját sátrakkal képviseltetik magukat. A kilátogatók számára 14 nagy és 15 kisebb sörsátor áll a rendelkezésükre. Az utóbbi években előfordult azonban, hogy egy sátrat a túlzsúfoltság miatt rövid ideig be kellett zárni. München város honlapján ezért el is helyeztek egy Wiesn-barométert, ami a sátrak aktuális kihasználtságát mutatta.
A korsó
A sátrakban használatos söröskorsó korábban 1,069 liter volt, manapság már a kereken 1 litereseket alkalmazzák. Ezeket minden évben újratervezik, tulajdonosuk pedig a sörfőzde, aki a sört tölti bele. Így eltulajdonításuk bűncselekménynek számít. Különösen az 1980-as, 1990-es években harapódzott el a korsólopások száma, akkor a biztonságiak kapták feladatul a lopások kifigyelését. A korsók ma már szuvenírként megvásárolhatók.

## Látványosságok
Óriáskerék

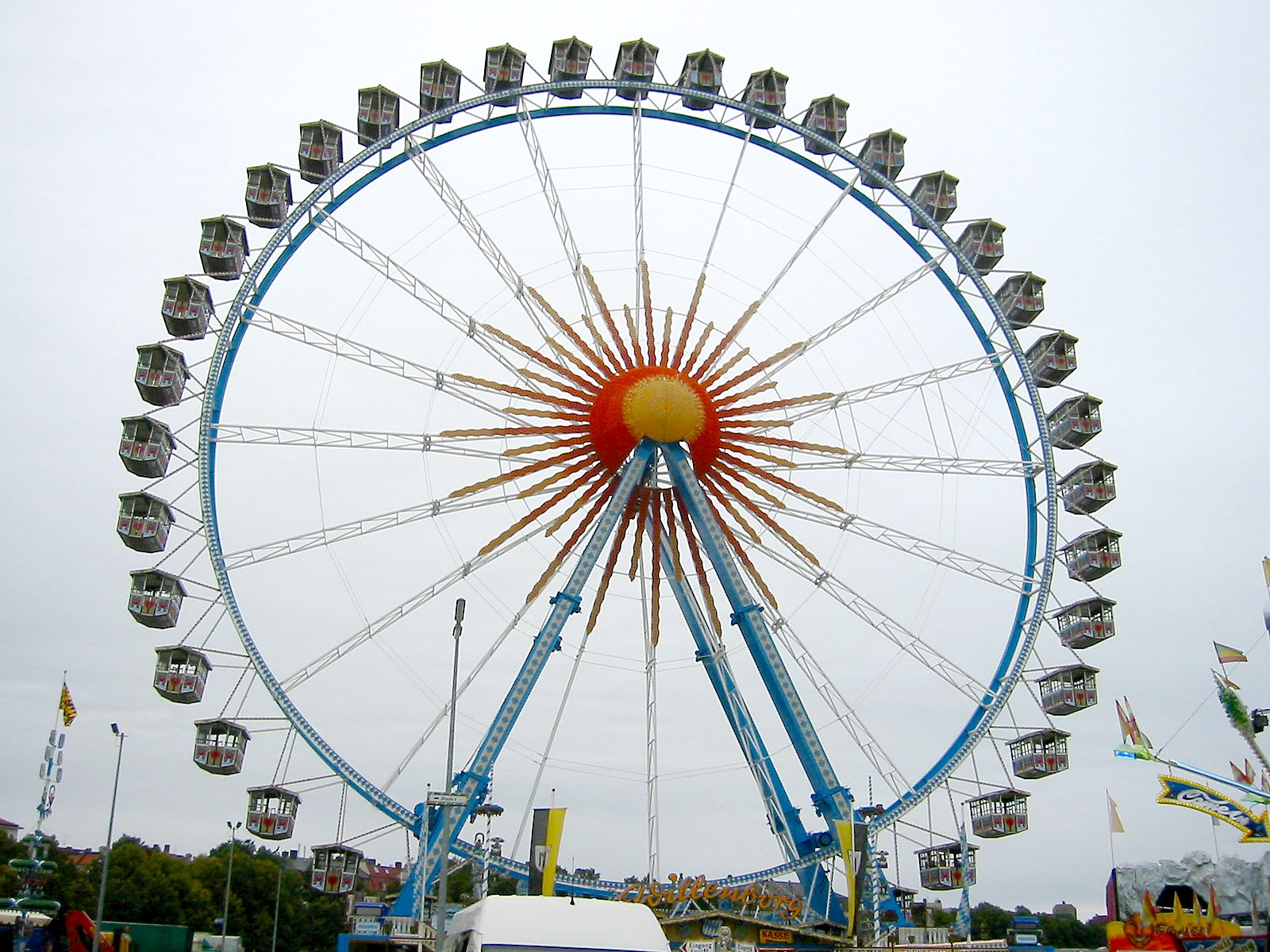
Az óriáskerék

Az óriáskereket először 1880-ban állították fel, ekkor a magassága 12 méter volt. Manapság az egyik legkedveltebb attrakciónak számít a most már 50 méter magas óriáskerék. A rajta utazók látványos képet kaphatnak a fesztiválról madártávlatból.
Krinolin
A Krinolin egy tradicionális körhinta, ami 1924 óta része az Oktoberfestnek. Kerek formája és a forgó mozgása egy krinolinra emlékeztet, innét kapta a nevét. Egészen 1938-ig emberi erővel forgatták a körhintát, ahol máig egy fúvószenekar játszik élőben.
Toboggan

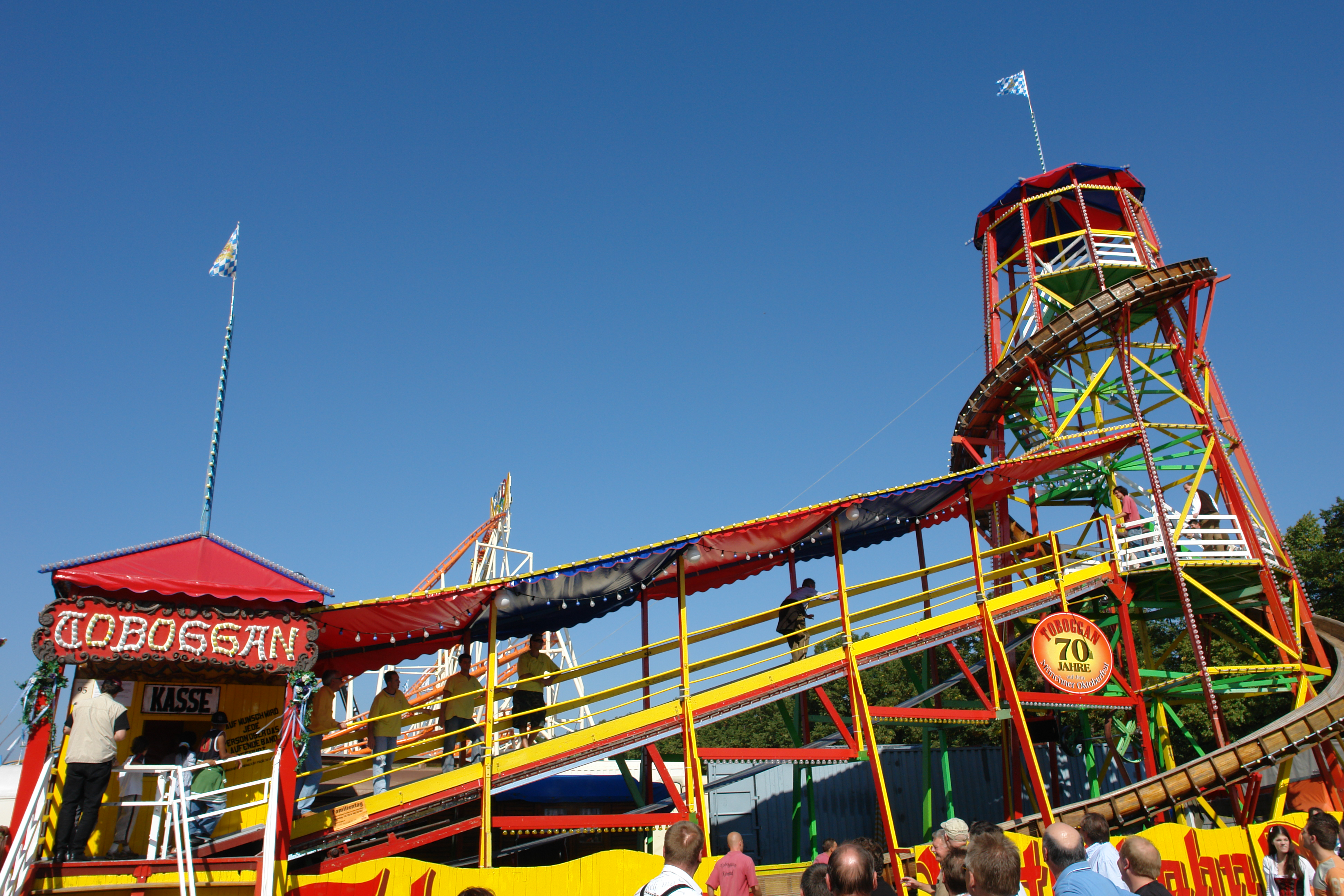
A toboggan

A Toboggan egy toronycsúszda, ami 1906 óta van az Oktoberfesten. A Toboggan szó a kanadai algonkin-indián nyelvből származik, és ott könnyű szánkót jelent. Középen egy gyors szállítószalag viszi az utasokat 8 méter magasra, majd a toronyból nagy sebességgel csúsznak le a torony körül tekergő facsúszdában.
Olympia Looping
Az Olympia Looping egy hordozható hullámvasút, az egyetlen öt fordulót tartalmazó hullámvasút a világon.
Alpinabahn
Az Alpina Bahn a világ legmagasabb hordozható hullámvasútja.
Powertower
A Powertower a világ legmagasabb hordozható szabadesés tornya.

## Adatok

### Időpontok
A gyakran hideg október miatt az Oktoberfest 1872 óta már szeptemberben elkezdődik. Mindig szombaton nyílik, az utolsó napja pedig október első szombatja. 2000 óta azonban új szabályt vezettek be: ha október első vasárnapja október 1-jére, vagy 2-ára esik, akkor a fesztivált október 3-áig, a német egység napjáig meghosszabbítják. Így a fesztivál időtartama 16 és 18 nap között mozog.
Az Oktoberfest időpontjai 2000 és 2015 között:
| Év    | Időpont                     | Megjegyzés |
| ----- | --------------------------- | ---------- |
| 2000. | szeptember 16. – október 3. | 18 napos   |
| 2001  | szeptember 22. – október 7. |            |
| 2002. | szeptember 21. – október 6. |            |
| 2003. | szeptember 20. – október 5. |            |
| 2004. | szeptember 18. – október 3. | KBMF*      |
| 2005. | szeptember 17. – október 3. | 17 napos   |
| 2006. | szeptember 16. – október 3. | 18 napos   |
| 2007. | szeptember 22. – október 7. |            |

| Év    | Időpont                     | Megjegyzés              |
| ----- | --------------------------- | ----------------------- |
| 2008. | szeptember 20. – október 5. | KBMF*                   |
| 2009. | szeptember 19. – október 4. |                         |
| 2010. | szeptember 18. – október 3. | 200 éves az Oktoberfest |
| 2011. | szeptember 17. – október 3. | 17 napos                |
| 2012. | szeptember 22. – október 7. | KBMF*                   |
| 2013. | szeptember 21. – október 6. |                         |
| 2014  | szeptember 20. – október 5. |                         |
| 2015  | szeptember 19. – október 4. |                         |

- KBMF = Központi Bajor Mezőgazdasági Fesztivál

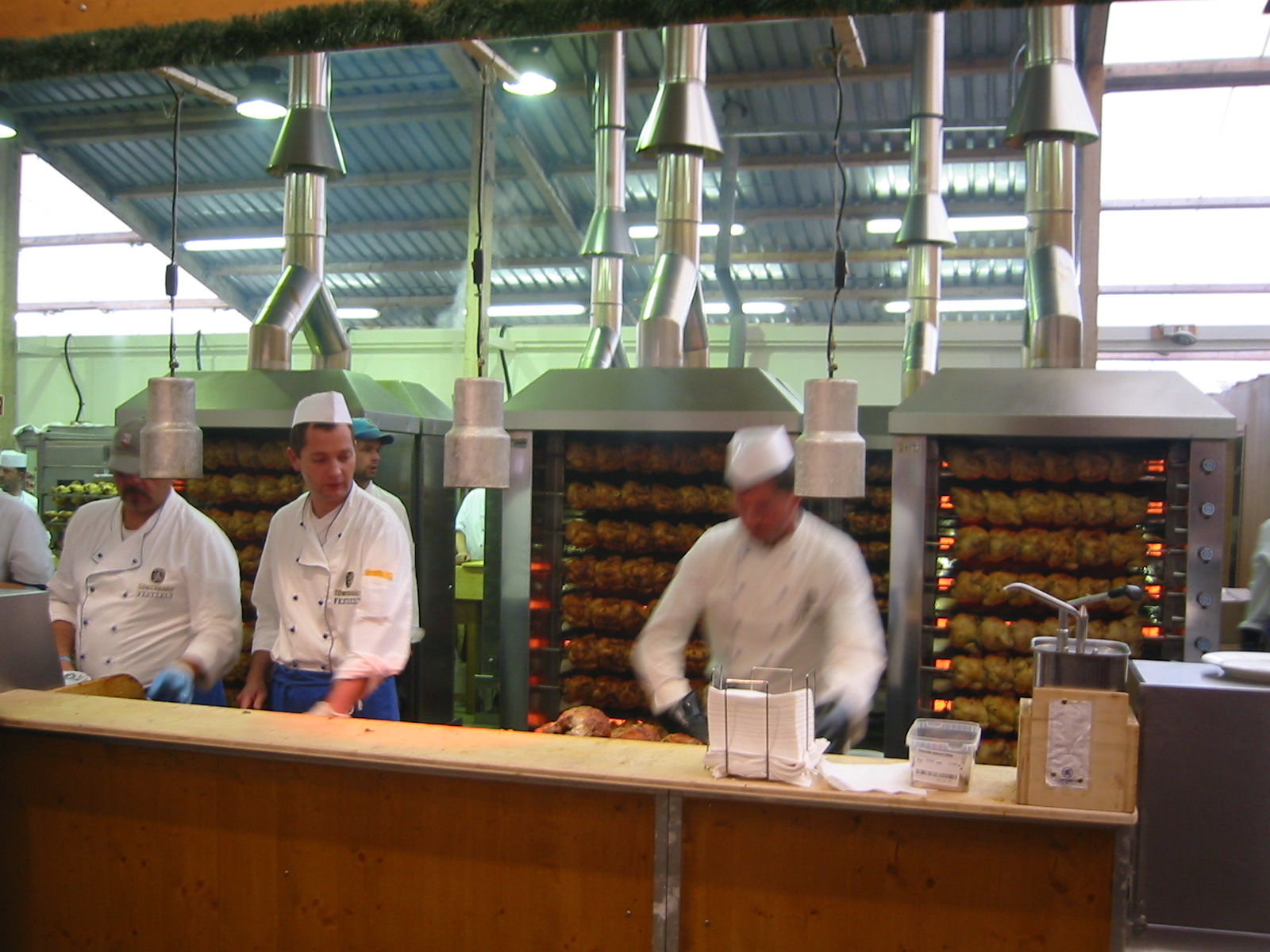
Sültcsirke-árus

### A fesztivál számokban
- A Theresienwiese (Terézia-mező) 42 hektáros, ebből a fesztivál 31 hektárt foglal el.
- Évi kb. 6 millióan látogatják, 2006-ban 6,5 millióra tehető a látogatók száma. E tekintetben a rekord 1985-ből való, akkor 7,1 millió volt az érdeklődők száma.
- 100 000 ülőhely áll a vendégek rendelkezésére.
- Évente mintegy 12 000 ember dolgozik az Oktoberfesten, ebből 1600 pincérnő.
- Átlagosan minden évben kb. 60 000 hektoliter sör (ennyi sör megtöltené a washingtoni Capitolium kupoláját) és 500 000 sült csirke fogy.
- Egy gyakorlott pincérnőnek 1,5 másodpercbe telik az egy liter sör csapolása.
- Létezik egy szabályzat, ami azt írja elő, hogy a kicsapolt sör legfeljebb 0,1 literrel térhet el az egy litertől.

## Hasonló fesztiválok
A müncheni Oktoberfesthez hasonlóan világszerte rendeznek hasonló népünnepélyeket. Közülük a legnagyobbnak a kanadai Kitchener városban zajló, és a brazil Blumenauban megrendezett fesztivál számít, évi 800 000 látogatóval.
Németországban Münchenen kívül más városokban is tartanak hasonló rendezvényeket: Eislebenben, Stuttgartban, Bad Hersfeldben, Mühlhausenben, Hannoverben, Brémában (Észak-Németországban ez a legnagyobb) és Hildburghausenben.

## További tudnivalók

### Biztonság
Technikai balesetek ritkán fordulnak elő az Oktoberfest történelmében. A vándorárusokat alapos ellenőrzésnek vetik alá, még mielőtt a fesztivál területére lépnének.
2004-ben az Oktoberfest „hatósági negyedében” egy új központot hoztak létre, amiben a rendőrség, a tűzoltóság, és a vöröskereszt állomásozik. Erre az alkalomra külön felügyeleti szervet állított fel a rendőrség, saját segélyhívószámmal: 5003220. A rengeteg olasz látogató miatt olasz rendőrök is teljesítenek szolgálatot a fesztiválon. Évtizedek óta a bajor vöröskereszt felelős az egészségügyi szolgáltatásért. A „hatósági negyedben” található egy rohamkocsi, és egy jól felszerelt betegosztály egy kisebb műtővel együtt.

### Energiaellátás

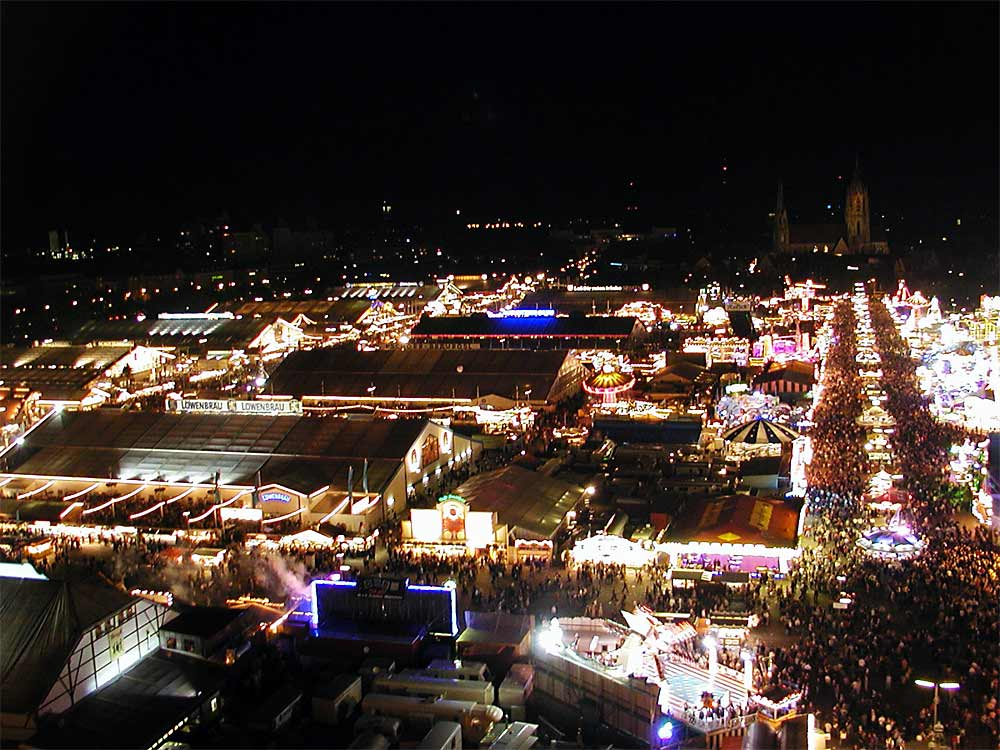
Az Oktoberfest éjjel

Az Oktoberfest villamosenergia igénye kb. 2,7 millió kilowattóra. Ez München 1 napi áramszükségletének nagyjából 13%-a. Egy nagyobb fesztiválsátor átlagosan 400 kilowatt teljesítményt igényel, és a nagyobb árusok is 300 kilowattot fogyasztanak. A földgázellátást négy kilométer hosszú gázvezeték-hálózat biztosítja. A gázfogyasztás mértéke a konyhákon összesen 180 000 köbméterre rúg, míg további 20 000 köbmétert a sörkertek fűtésére használnak el.
Mivel akár egy rövidebb áramkimaradás is pánikhoz vezetne a tömegben, ezért a teljes elektromos ellátórendszert kétszeresen építették ki.
A mobiltelefonos hálózat megfelelő működtetéséért minden évben felállítanak néhány adóantennát, sőt 2005 óta már egy sátorba is felépítik.

### Közlekedés
A Münchner Verkehrsgesellschaft (Müncheni Közlekedési Vállalat) szolgáltatásait nagyjából 4 millió látogató veszi igénybe. Éjszakánként rendszerint megtelnek a metrók, és a villamosok emberekkel. Az utasok akadálymentes közlekedése, és biztonságuk érdekében az MVG és a német vasút ezekben a napokban a biztonságiak számát megnöveli.
Az utcai közlekedést is kitüntetett figyelemmel ellenőrzik. Az alkoholos befolyásoltságuk ellenére sok vendég volán mögé ül, ezért a rendőrség nagyszabású alkoholellenőrzést tart a fesztivál ideje alatt.

### Hulladék
Évente mintegy 1000 tonna hulladék keletkezik a rendezvényen. A személyzet minden reggel összegyűjti a szemetet, és az utakat is letisztítják. A tisztítás költségeinek egy részét a város állja, míg a többit a szponzorok finanszírozzák.
2004 után a vécék előtt akkora sor kígyózott, hogy a bejáratukat a rendőrségnek kellett felügyelnie. 2005-ben aztán az illemhelyek számát 20%-kal növelték, így most 1800 helyen végezhetik el a szükségleteiket a látogatók.

## Fordítás
- Ez a szócikk részben vagy egészben  az   Oktoberfest című német Wikipédia-szócikk ezen változatának fordításán alapul.  Az eredeti cikk szerkesztőit annak laptörténete sorolja fel. Ez a jelzés csupán a megfogalmazás eredetét és a szerzői jogokat jelzi, nem szolgál a cikkben szereplő információk forrásmegjelöléseként.